# WTA Elite Trophy 2017
WTA Elite Trophy 2017, oficiálně Hengqin Life WTA Elite Trophy 2017, představoval jeden ze dvou závěrečných tenisových turnajů ženské profesionální sezóny 2017 pro nejlepší hráčky okruhu, které nestartovaly na předcházejícím Turnaji mistryň, a to podle specifických kritérií. Herní systém měl formát čtyř tříčlenných základních skupin, jejichž vítězky postoupily do závěrečné vyřazovací fáze. Celkové odměny činily 2 280 935 dolarů.
Turnaj se konal mezi 31. říjnem až 5. listopadem 2017 v jihočínském městě Ču-chaj. Dějištěm se potřetí staly kryté dvorce s tvrdým povrchem v Mezinárodním tenisovém centru Cheng-čchin. Řadil se do kategorie Tour Championships.
Osmý singlový titul na okruhu WTA vybojovala  Němka Julia Görgesová, která se po turnaji posunula na nové kariérní maximum, když jí patřila 14. příčka. První společnou deblovou trofej z túry WTA si odvezl pár Číňanek Tuan Jing-jing a Chan Sin-jün.

## Turnaj

### Kvalifikační kritéria
WTA Elite Trophy byl pořádán pro tenistky, které obdržely pozvání od řídící Ženské tenisové asociace (WTA).

#### Tvorba žebříčku

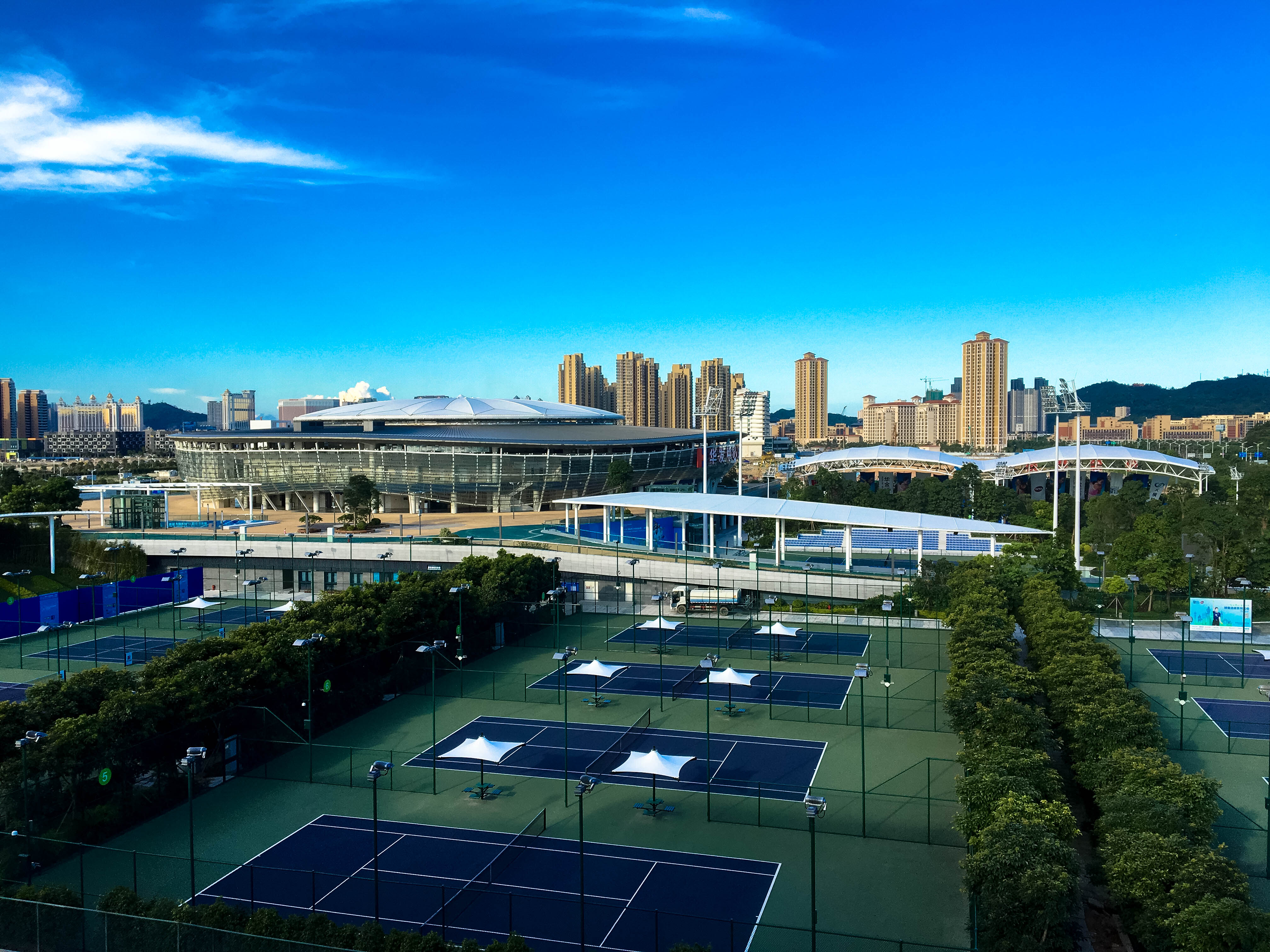
Mezinárodní tenisové centrum Cheng-čchin

Ve dvouhře byly žebříčkové body kumulovány ze šestnácti turnajů. Mezi ně se povinně započítávaly čtyři Grand Slamy, čtyři události Premier Mandatory a nejlepší výsledky ze dvou turnajů Premier 5.
Ve čtyřhře byly žebříčkové body kumulovány z jedenácti nejlepších výsledků páru jakýchkoli turnajů v sezóně. Nemusely se tak povinně započítávat Grand Slamy ani události kategorie Premier.

### Dvouhra
Soutěž dvouhry byla uspořádána ve formátu dvanácti singlistek z 9.–20. místa žebříčku WTA, s možností zařazení jedné hráčky startující na divokou kartu. Tenistky byly rozděleny do čtyř tříčlenných základních skupin, v nichž každá hráčka hrála dva zápasy proti zbylým členkám skupiny. Vítězka každé skupiny postoupila do semifinále, v němž se rozhodovalo o finalistkách. Do turnaje také mohly zasáhnout i dvě náhradnice z Turnaje mistryň, konaného v předcházejícím týdnu, Kristina Mladenovicová a Světlana Kuzněcovová. Francouzka Mladenovicová této možnosti využila.

### Čtyřhra
Soutěže čtyřhry se účastnilo šest dvojic. První čtyři páry měly být určeny dle regulí žebříčkovým pořadím v klasifikaci dvojic WTA, které se neprobojovaly na Turnaj mistryň, tj. umístěným na 9.–12. místě či nižším, pokud na Turnaj mistryň postoupily náhradnice. Systém výběru byl nejasný, když ne všechny řádně startující páry splnily tato kritéria. Dvě zbylá místa byla obsazena dvojicemi, které obdržely divokou kartu. 
Páry byly zformovány do dvou tříčlenných skupin, v nichž se utkaly systémem každý s každým. Vítězné páry postoupily do finále.

### Kritéria pořadí v základní skupině
Konečné pořadí v základní skupině se řídilo následujícími kritérii:
1. největší počet vyhraných utkání
2. největší počet odehraných utkání
3. pokud měly dvě hráčky stejný počet výher, pak rozhodovalo jejich vzájemné utkání; pokud měly tři hráčky stejný počet výher, pak:

a) tenistka, která odehrála méně než tři utkání byla automaticky vyřazena a dále postoupila hráčka, jež vyhrála vzájemný zápas mezi dvěma zbývajícími; nebo
b) dalším kritériem bylo nejvyšší procento vyhraných setů; nebo
c) dalším kritériem bylo nejvyšší procento vyhraných her.

### Ambasadorka turnaje
Anbasadorkou třetího ročníku turnaje se stala Němka Steffi Grafová, 22násobná grandslamová vítězka a bývalá světová jednička, aby podpořila závěrečnou událost. Navázala tak na stejnou roli velvyslankyně čuchajské události v roce 2016.

### Finanční odměny a body
Celkový rozpočet turnaje mistryň činil 2 280 935 dolarů.
| Fáze | dvouhra        | dvouhra  | čtyřhra       | čtyřhra |
| Fáze | výdělek        | body     | výdělek       | body    |
| --- | -------------- | -------- | ------------- | ------- |
| vítězky | ZS + 478 000 $ | ZS + 460 | ZS + 20 000 $ | —       |
| finalistky | ZS + 160 000 $ | ZS + 200 | ZS + 10 000 $ | —       |
| semifinalistky | ZS + 17 000 $  | ZS       | —             | —       |
| za výhru v zákl. skupině | + 76 300 $     | + 120    | 5 000 $       | —       |
| za prohru v zákl. skupině | —              | + 40     | —             | —       |
| startovné | 42 500 $       | —        | 15 000 $      | —       |
| startovné náhradnice | 10 000 $       | —        | —             | —       |
| Poznámky |                |          |               |         |
| - částky uváděny v amerických dolarech ($) - ZS – celkové finanční odměny či body získané v základní skupině - finanční odměny ve čtyřhře uváděny na celý pár - odměna neporažené vítězky ve dvouhře 673 300 $ - singlistka s divokou kartou získala v zákl. skupině 80 bodů za výhru a 0 za prohru |                |          |               |         |

## Ženská dvouhra

### Startující hráčky
Tabulka uvádí sezónní výsledky a odpovídající bodový zisk kvalifikovaných hráček, včetně odhlášených.
| WTA                              | Tenistka                   | Grand Slam | Grand Slam | Grand Slam | Grand Slam | Premier Mandatory | Premier Mandatory | Premier Mandatory | Premier Mandatory | Nejlépe na Premier 5 | Nejlépe na Premier 5 | Nejlépe na dalších turnajích | Nejlépe na dalších turnajích | Nejlépe na dalších turnajích | Nejlépe na dalších turnajích | Nejlépe na dalších turnajích | Nejlépe na dalších turnajích | Body  | Turnaje | T i t u l y |
| -------------------------------- | -------------------------- | ---------- | ---------- | ---------- | ---------- | ----------------- | ----------------- | ----------------- | ----------------- | -------------------- | -------------------- | ---------------------------- | ---------------------------- | ---------------------------- | ---------------------------- | ---------------------------- | ---------------------------- | ----- | ------- | ----------- |
| WTA                              | Tenistka                   | Austr      | French     | Wimbl      | US Open    | Indian W          | Miami             | Madrid            | Peking            | 1.                   | 2.                   | 1.                           | 2.                           | 3.                           | 4.                           | 5.                           | 6.                           | Body  | Turnaje | T i t u l y |
| 9.                               | Johanna Kontaová           | QF 430     | R128 10    | SF 780     | R128 10    | R32 65            | Titul 1000        | R64 10            | R64 10            | QF 190               | A 0                  | Titul 470                    | SF 185                       | F 180                        | SF 110                       | R16 105                      | R16 55                       | 3 610 | 19      | 2           |
| 10.                              | Kristina Mladenovicová     | R128 10    | QF 430     | R64 70     | R128 10    | SF 390            | R64 10            | F 650             | R64 10            | R16 105              | R16 30‡              | Titul 470                    | F 305                        | F 180                        | QF 100                       | QF 60                        | R16 55                       | 2 885 | 22      | 1           |
| 11.                              | Světlana Kuzněcovová       | R16 240    | R16 240    | QF 430     | R64 70     | F 650             | R16 120           | SF 390            | R64 10            | QF 190               | R16 105              | QF 100                       | QF 100                       | QF 100                       | R16 55                       | R16 55                       | R32 1                        | 2 856 | 16      | 0           |
| 12.                              | Coco Vandewegheová         | SF 780     | R128 10    | QF 430     | SF 780     | R64 10            | R64 10            | QF 215            | R32 65            | R64 1                | R64 1                | F 305                        | QF 100                       | R16 55                       | R16 55                       | R32 1                        | R64 1                        | 2 819 | 16      | 0           |
| 13.                              | Sloane Stephensová         | A 0        | A 0        | R128 10    | Titul 2000 | A 0               | A 0               | A 0               | R64 10            | SF 350               | SF 350               | R32 1                        | R64 1                        |                              |                              |                              |                              | 2 722 | 7       | 1           |
| 14.                              | Anastasija Pavljučenkovová | QF 430     | R64 70     | R128 10    | R128 10    | QF 215            | R32 65            | R64 10            | R32 65            | R16 105              | QF 100‡              | F 305                        | Titul 280                    | Titul 280                    | Titul 280                    | QF 100                       | QF 100                       | 2 425 | 24      | 3           |
| 15.                              | Anastasija Sevastovová     | R32 130    | R32 130    | R64 70     | QF 430     | R64 10            | R64 10            | SF 390            | R64 10            | SF 350               | R16 105              | Titul 280                    | QF 100                       | QF 100                       | QF 60                        | QF 60                        | R32 60                       | 2 295 | 23      | 1           |
| 16.                              | Madison Keysová            | A 0        | R64 70     | R64 70     | F 1300     | R16 120           | R32 65            | R64 10            | A 0               | R16 105              | R64 1                | Titul 470                    | R64 1                        | R32 1                        |                              |                              |                              | 2 213 | 13      | 1           |
| 17.                              | Jelena Vesninová           | R32 130    | R32 130    | R64 70     | R32 130    | Titul 1000        | R64 10            | R64 10            | R16 120           | R16 105              | R16 105              | QF 100                       | R32 60                       | R32 60                       | R16 55                       | R16 55                       | R16 55                       | 2 195 | 23      | 1           |
| 18.                              | Julia Görgesová            | R64 70     | R128 10    | R128 10    | R16 240    | R32 65            | R32 65            | R64 10            | R32 65            | QF 190               | R16 105              | Titul 470                    | F 180                        | F 180                        | F 180                        | SF 110                       | SF 110                       | 2 060 | 22      | 1           |
| 19.                              | Angelique Kerberová        | R16 240    | R128 10    | R16 240    | R128 10    | R16 120           | QF 215            | R16 120           | R32 65            | SF 350               | R16 105              | SF 185                       | F 180                        | QF 100                       | QF 100                       | R16 1                        | R16 1                        | 2 042 | 20      | 0           |
| 20.                              | Ashleigh Bartyová          | R32 130    | R128 10    | R128 10    | R32 130    | Q3 14†            | R64 35            | Q2 20†            | R32 10            | F 585                | R16 135              | F 305                        | Titul 298                    | R16 135                      | QF 78                        | QF 60                        | R16 55                       | 2 031 | 17      | 1           |
| 21.                              | Serena Williamsová         | Titul 2000 | A 0        | A 0        | A 0        | A 0               | A 0               | A 0               | A 0               |                      |                      | R16 30                       |                              |                              |                              |                              |                              | 2 030 | 2       | 1           |
| 22.                              | Magdaléna Rybáriková       | SF 18      | R64 70     | SF 780     | R32 130    | Q3 18             | SF 18             | Titul 115         | R32 65            | R32 60               | Q2 20                | F 180                        | Titul 140                    | Titul 140                    | SF 110                       | Titul 80                     | R16 55                       | 1 999 | 18      | 4           |
| 23.                              | Barbora Strýcová           | R16 240    | R64 70     | R64 70     | R64 70     | R32 65            | R16 120           | R32 65            | QF 215            | R16 105              | R32 60               | Titul 280                    | SF 185                       | SF 110                       | SF 110                       | QF 100                       | QF 100                       | 1 965 | 24      | 1           |
| 24.                              | Darja Kasatkinová          | R128 10    | R32 130    | R64 70     | R16 240    | R64 10            | R64 10            | R64 10            | QF 215            | R16 105              | R32 60               | Titul 470                    | F 305                        | QF 100                       | QF 100                       | R32 60                       | R16 55                       | 1 950 | 21      | 1           |
| 25.                              | Darja Gavrilovová          | R16 240    | R128 10    | R128 10    | R64 70     | R32 65            | R64 10            | R64 10            | R16 120           | QF 220               | R32 60               | Titul 470                    | F 180                        | F 180                        | QF 100                       | R32 60                       | QF 60                        | 1 865 | 22      | 1           |
| 26                               | Dominika Cibulková         | R32 130    | R64 70     | R32 130    | R64 70     | R16 120           | R16 120           | R32 65            | R64 10            | R16 105              | R16 105              | F 305                        | SF 185                       | SF 185                       | QF 100                       | QF 100                       | R32 60                       | 1 860 | 22      | 0           |
| 27.                              | Pcheng Šuaj                | R64 70     | R128 10    | R32 130    | R64 70     | R16 150           | R32 65            | R64 10            | R16 120           | R16 105              | F 95                 | Titul 280                    | F 180                        | Titul 140                    | SF 110                       | SF 110                       | QF 100                       | 1 745 | 25      | 2           |
| odhlášení z turnaje divoká karta |                            |            |            |            |            |                   |                   |                   |                   |                      |                      |                              |                              |                              |                              |                              |                              |       |         |             |

| Legenda | Legenda                   | Legenda | Legenda                |
| ------- | ------------------------- | ------- | ---------------------- |
| A       | neúčast hráčky na turnaji | R64     | 64 hráček v kole       |
| QF      | prohra ve čtvrtfinále     | R32     | 32 hráček v kole       |
| SF      | prohra v semifinále       | R16     | 16 hráček v kole       |
| F       | prohra ve finále          | Titul   | vítězství v turnaji    |
| 0/2000  | získané body na turnaji   | Q1–3    | 1.–3. kolo kvalifikace |

## Ženská čtyřhra

### Startující páry
| Nasazení                                                                  | stát     | hráčka                | stát               | hráčka         | WTA  |
| ------------------------------------------------------------------------- | -------- | --------------------- | ------------------ | -------------- | ---- |
| 1.                                                                        | Rumunsko | Ioana Raluca Olaruová | Ukrajina           | Olga Savčuková | 69.  |
| 2.                                                                        | Polsko   | Alicja Rosolská       | Spojené království | Anna Smithová  | 77.  |
| 3.                                                                        | Čína     | Lu Ťing-ťing          | Čína               | Čang Šuaj      | 182. |
| 4.                                                                        | Čína     | Tuan Jing-jing        | Čína               | Chan Sin-jün   | 275. |
| Žebříček WTA k 23. říjnu 2017; číslo je součtem umístění obou členek páru |          |                       |                    |                |      |

### Jiné formy účasti
Následující páry obdržely divokou kartu do hlavní soutěže:
- Ťiang Sin-jü /  Tchang Čchien-chuej
- Liang Čchen /  Jang Čao-süan

## Přehled finále

### Ženská dvouhra
- Julia Görgesová vs.  Coco Vandewegheová, 7–5, 6–1

### Ženská čtyřhra
- Tuan Jing-jing /  Chan Sin-jün vs.  Lu Ťing-ťing /  Čang Šuaj, 6–2, 6–1